# آهوی سومرینگ
آهوی سومرینگ یا غزال سومرینگ (نام علمی: Nanger soemmerringii)، که همچنین به عنوان مُهر حبشی شناخته می‌شود، گونه‌ای آهوی بومی شاخ آفریقا (جیبوتی، اریتره، اتیوپی، سومالی و سودان جنوبی) است. این گونه برای اولین بار توسط پزشک آلمانی فیلیپ یاکوب کرتزشمار در سال ۱۸۲۸ توصیف شد. سه زیرگونه شناخته شده دارد. احتمالاً دیگر در سودان وجود ندارد.
از سال ۱۹۸۶، آهوی سومرینگ توسط اتحادیه بین‌المللی حفاظت از طبیعت (IUCN) به عنوان آسیب‌پذیر طبقه‌بندی شده است.

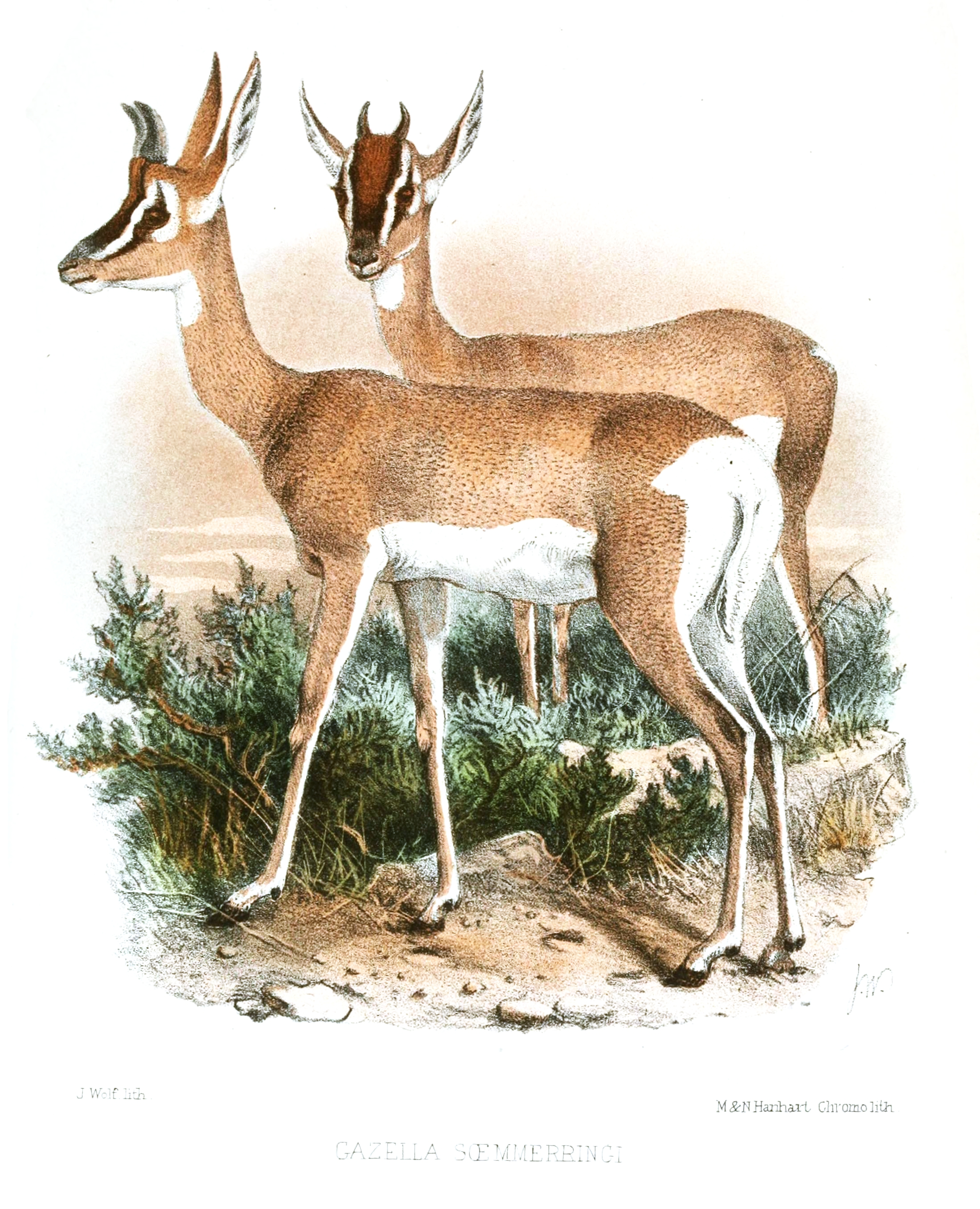
نگاره‌ای از آهوی سومرینگ (۱۸۶۷).

### زیرگونه‌ها
به‌طور سنتی، سه زیرگونه شناخته شده است:
- آهوی سومرینگ نوبی (N. s. soemmeringii) (Cretzschmar، 1828)
- آهوی سومرینگ سومالیایی (N. s. berberana) (Matschie، 1893)
- آهوی سومرینگ بورانی (N. s. butteri) (توماس، 1904)

جمعیت کوتوله در جزیره دهلک کبیر نیز ممکن است به عنوان یک زیرگونه واجد شرایط باشد.